# 阿尔巴尼亚希腊礼天主教会

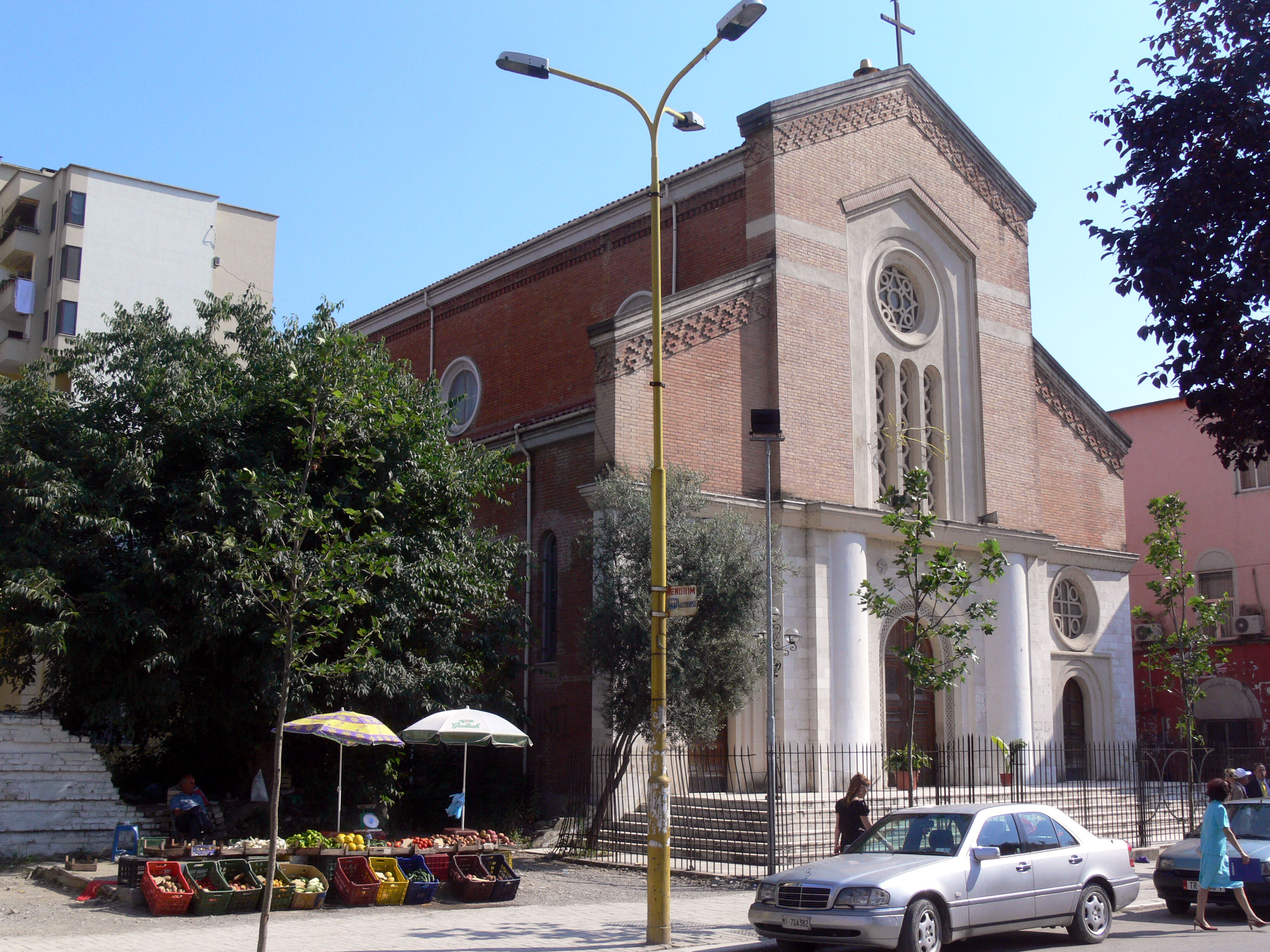
地拉那的阿爾巴尼亞希臘禮天主教主教座堂

阿爾巴尼亞希臘禮天主教會（英語：Albanian Greek Catholic Church）是天主教的一部分，為拜占庭禮禮拜儀式傳統的一個分支及東儀天主教會的23個成員之一。該教會是完全與教宗共融的，所以它是直屬聖座。現在在阿爾巴尼亞設立一個東方禮宗座署理區。

## 歷史

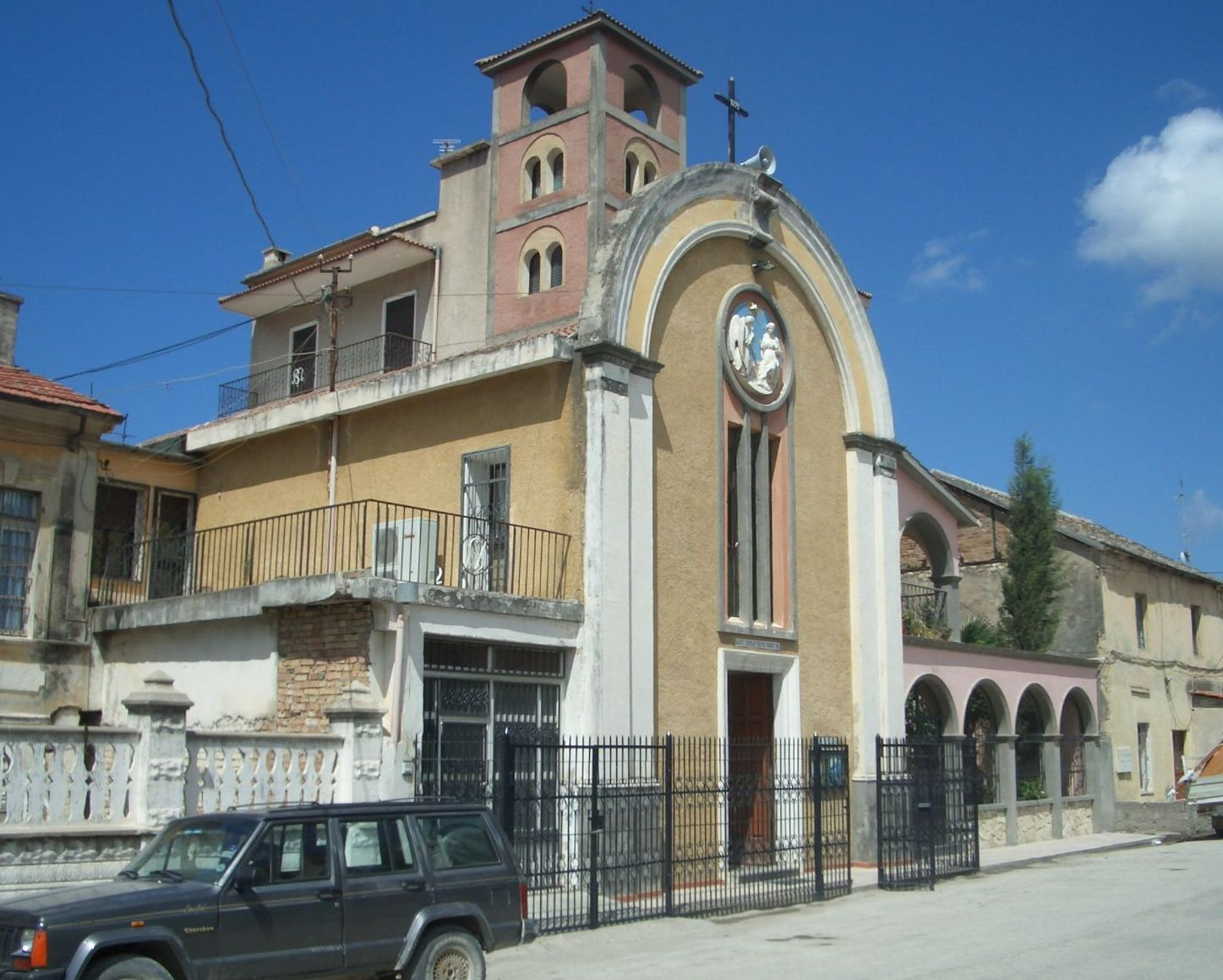
夫羅勒的天主教教堂

### 基督教傳入及分裂
阿爾巴尼亞基督教是該國最古老的宗教。但在1054年7月14日的東西教會大分裂也使該國的教會分裂，北部是以拉丁禮為主的天主教，而南部是東正教為主。

### 中世紀
兩教會一直都希望可以再次合一。天主教會在1660年代更大力在南部傳教，更有東正教主教進入天主教。但由於1415年，該國被奧斯曼帝國入侵和統治，使二教同時被打壓，及令該國三分之二人改信伊斯蘭教。於1895年，一群居住在中部村莊的居民，決定成為天主教徒，並要求可保留自己的禮儀。大約在同一時間，有一些東正教修士，也進入了天主教。

### 近代
雖然人數小，但聖座也決定於1939年11月11日設立南阿爾巴尼亞宗座署理區以專門牧養阿爾巴尼亞南部的拜占庭禮信徒及神職人員。但宗座署理區成立七年後的1946年，阿爾巴尼亞勞動黨上台統治，宗座署理被驅逐出境。信徒受到長期軟禁及被失蹤，教會活動基本上停止。1991年，勞動黨放棄一黨制。而聖座也於1992年，任命新的宗座署理，宗座署理區也回復正常運作。

## 現況
現在阿爾巴尼亞希臘禮天主教會在阿爾巴尼亞設立一個東方禮宗座署理區，名為南阿爾巴尼亞宗座署理區。宗座署理區範圍包括阿爾巴尼亞南部共六州，教座位於非夏爾。2010年時有教友3,558人（佔轄區人口0.2%）、八個堂區、十三名司鐸、16名修士、88名修女。現任宗座署理為希爾·卡巴希。宗座署理區1939年11月11日設立，受斯庫台-普爾特總教區管轄。2005年1月7日轉為地拉那-都拉斯總教區管轄。

## 外部連結
- Giga-Catholic Information （页面存档备份，存于）
- Catholic Hierarchy （页面存档备份，存于）